# Гашки
Гашки — деревня в Некрасовском районе Ярославской области России. 
В рамках организации местного самоуправления входит в сельское поселение Бурмакино, в рамках административно-территориального устройства является центром Родюкинского сельского округа.

## География
Расположена в 26 км к юго-востоку от центра города Ярославля.

## Население
| 2007 | 2010 |
| ---- | ---- |
| 115  | ↘100 |

Согласно результатам переписи 2002 года, в национальной структуре населения русские составляли 92 % из 122 жителей.